# Man Mohan Adhikari
Man Mohan Adhikari (o Manmohan Adhikari, मनमोहन अधिकारी - Manmohana Adhikārī; Katmandu, 20 giugno 1920 – Katmandu, 26 aprile 1999) è stato un politico nepalese, Primo ministro del Nepal dal 1994 al 1995.
Apparteneva al partito comunista del Nepal (marxista-leninista unificato), ed è stato uno dei pochi capi di governo comunisti eletti democraticamente al mondo.
Nacque presso Lazimpat, Kathmandu, e trascorse la giovinezza a Biratnagar. Nel 1938 fu mandato a studiare a Varanasi (India), dove partecipò al movimento Quit India, venendo anche arrestato dalle autorità coloniali britanniche nel 1942 per le sue attività politiche. Entrò poi nel partito comunista indiano. Ritornato in Nepal divenne leader sindacalista nella città di Biratnagar. Fu un membro fondatore del partito comunista nepalese nel 1949. Dopo la sua morte, la guida del partito venne assunta da Madhav Kumar Nepal.